# 齋藤敏夫
齋藤 敏夫（さいとう としお、1957年1月 - ）は、日本の防衛官僚。

## 人物
東京都出身。富山県立富山中部高等学校を経て、東京大学教養学部卒業。

## 略歴
出典:
- 1981年　防衛庁入庁　長官官房総務課
- 1997年　長官官房企画官
- 1998年　防衛局防衛政策課
- 1999年　人事教育局教育課長
- 2000年　防衛施設庁施設部連絡調整官
- 2001年　長官官房施設課長
- 2003年　資源エネルギー庁原子力安全・保安院核燃料管理規制課長
- 2005年　防衛研究所総務課長
- 2006年　経理装備局装備政策課長
- 2007年　南関東防衛局長
- 2009年　装備施設本部副本部長（総務担当）
- 2010年　大臣官房審議官
- 2011年　海上保安庁総務部参事官
- 2012年　防衛監察本部副監察監
- 2014年　防衛研究所長
- 2015年　退官